# Berufsschule Attnang
Die Berufsschule Attnang (BS Attnang) ist eine Berufsschule für metallverarbeitende Berufe in Attnang-Puchheim in Oberösterreich.

## Organisation
Die Schule hat etwa 50 Mitarbeiter, davon um die 40 Lehrer. Mit der Schulleitung ist Manfred Leitner betraut.
Jedes Jahr werden um die 1000 Schüler lehrgangsmäßig (10- bzw. 5-wöchige Lehrgänge) unterrichtet.

## Geschichte und Bauwerk
Die Berufsschule wurde 1945, nach dem schweren Bombenangriff auf den Bahnhof Attnang-Puchheim, in der halbzerstörten Hauptschule untergebracht, und dann 1947 in die Volksschule von Alt-Attnang übersiedelt. Das Gebäude ist ein großer, und typischer Schulbau des Späthistorismus aus dem Jahr 1906.
1965–1968 erfolgten Anbauten für eine moderne Lehrwerkstätte, bis 1987 weiterer Ausbau, 1970–1972 eine Generalsanierung des Altbaus, 1996 der Zubau des Labortraktes und 2010 eine Generalsanierung mit Erweiterung eines Theorietraktes.

## Angebot
Die Schule bietet die schulische Ausbildung im Rahmen der dualen Ausbildung Lehre/Berufsschule für:
- Maschinenbautechnik
- Metallbau- und Blechtechnik
- Prozesstechnik
- Stahlbautechnik

Die Schule verfügt über Labors (etwa für CAD mit 3D-Drucker, CNC, Elektro, Werkstoffprüfung, Robotik-Labor mit einem Roboter Kuka KR6 R700 sixx) und Werkstätten (Dreherei, Fräserei, CNC-Werkstätte, Schweißerei mit Autogen- und Elektroschweißanlage, Bauschlosserwerkstätte, Handwerkstätte, eine Schleiferei und eine Kunststoffwerkstätte) und ist umfangreich mit Schüler-PCs ausgestattet.
Der Berufsschule angeschlossen ist seit 2001 ein Internat mit 72 Betten.
Außerdem verfügt die Berufsschule Attnang über eine Photovoltaik-Tankstelle.

## Werke
- Mahnmal Todeskommando Attnang-Puchheim am Bahnhof, 2003[8]
- Gipfelkreuz Eibenberg bei Ebensee, 2011[9]

## Auszeichnungen
- eLearning-Award 2009
- eLearning-Award 2010
- IMST-Award 2010, Kategorie Klassen- und schulübergreifende Projekte für Unterrichtsmaterialien Wissenskataloge statt Lehrermonologe[10][11]
- Urkunde über die Nominierung zum Österreichischer Schulpreis 2011,[12]
- Dr.-Paul-Le-Caër-Preis 2011 des Mauthausenkomitees Vöcklabruck, für die Arbeit gegen das Vergessen und gegen das Auftreten rassistischer, extremistischer und fremdenfeindlicher Tendenzen im Bezirk[13]